# Thais-Amerikaanse betrekkingen

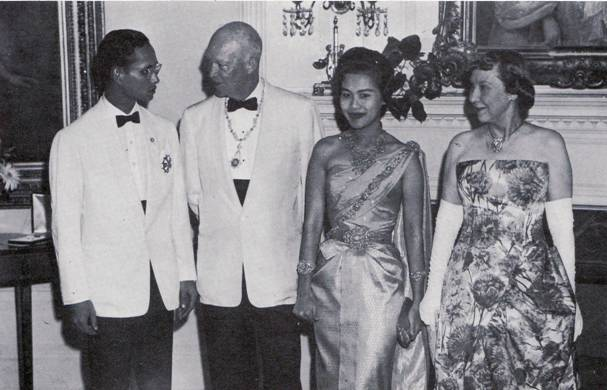
Koning Bhumibol Adulyadej, president Dwight D. Eisenhower, koningin Sirikit en Mamie Eisenhower in het Witte Huis op 28 juni 1960.

De bilaterale betrekkingen tussen het Koninkrijk Thailand en de Verenigde Staten van Amerika gaan terug tot 1818. Thailand en de Verenigde Staten zijn al lang nauwe bondgenoten en diplomatieke partners.
Volgens een opiniepeiling van Gallup uit 2012 was 60% van de Thai voorstander van het Amerikaanse leiderschap onder de regering van Obama, terwijl 14% het afkeurde en 26% het niet zeker wist. In 2013 studeerden er 7314 internationale studenten van Thaise afkomst in de Verenigde Staten. Dit is 0,9 procent van alle buitenlanders die in Amerika hoger onderwijs volgen. Volgens een wereldwijde opiniepeiling uit 2014 heeft 73% van de Thai een positief beeld van de VS, vergeleken met 15% dat negatief is.

## Geschiedenis

### 19de eeuw
Het eerste geregistreerde contact tussen Thailand (toen nog Siam) en de Verenigde Staten vond plaats in 1818, toen een Amerikaanse scheepskapitein het land bezocht met een brief van president James Monroe. Chang en Eng Bunker, de oorspronkelijke Siamese tweeling, werden begin jaren dertig van de 19e eeuw naar de Verenigde Staten gebracht.
In 1832 stuurde president Andrew Jackson zijn gezant Edmund Roberts op de USS Peacock naar het hof van Siam. Op 20 maart 1833 tekende Roberts een vriendschaps- en handelsverdrag met Chao Phraya Phraklang Prayurawongse als vertegenwoordiger van koning Nangklao (Rama III). Marinechirurg William Ruschenberger vergezelde de terugmissie voor de uitwisseling van ratificaties. Zijn verslag en dat van de heer Roberts werden verzameld, bewerkt en opnieuw gepubliceerd als Two Yankee Diplomats in Siam in de jaren 1830. Thailand is daarmee het eerste Aziatische land dat een formele diplomatieke overeenkomst met de Verenigde Staten heeft gesloten, elf jaar vóór de Grote Qing en eenentwintig jaar vóór Tokugawa Japan. Dit werd in 2008 bevestigd door premier Samak Sundaravej, die president George W. Bush ontmoette "ter gelegenheid van de viering van het 175-jarig jubileum" van de Thais-Amerikaanse betrekkingen.
In 1983, ter gelegenheid van de 150e verjaardag van de betrekkingen, werd onthuld dat president Jackson Nangklao een gouden zwaard had gegeven met afbeeldingen van een olifant en een adelaar op een gouden handvat. De koning kreeg ook een proefslag Amerikaanse munten aangeboden, waaronder de 'King of Siam'-dollar uit 1804, geslagen in 1834. De set, minus de Jackson gouden medaille, werd op 1 november 2005 voor een recordbedrag van 8,5 miljoen dollar gekocht door Steven L. Contursi van een anonieme eigenaar, omschreven als "een zakenman van de West Coast", die de set vier jaar eerder voor ruim 4 miljoen dollar had gekocht.
In mei 1856 onderhandelde Townsend Harris, een vertegenwoordiger van president Franklin Pierce, over een aangepast verdrag met vertegenwoordigers van koning Mongkut (Rama IV), waarin de Amerikanen aanvullende extraterritoriale rechten werden toegekend. Stephen Mattoon, een Amerikaanse missionaris die als tolk voor Harris optrad, werd benoemd tot de eerste consul van de Verenigde Staten in Siam.
Tijdens het presidentschap van James Buchanan bood Mongkut, na het ontvangen van geschenken uit de Verenigde Staten, olifanten aan voor de fok in ruil daarvoor. Het aanbod werd ontvangen door president Abraham Lincoln, die het beleefd afwees. Dit werd gedramatiseerd in het toneelstuk The King and I van Rodgers en Hammerstein, waarin terloops wordt vermeld dat de koning van plan was om oorlogsolifanten te sturen om Lincoln te helpen in zijn "Grote Oorlog".

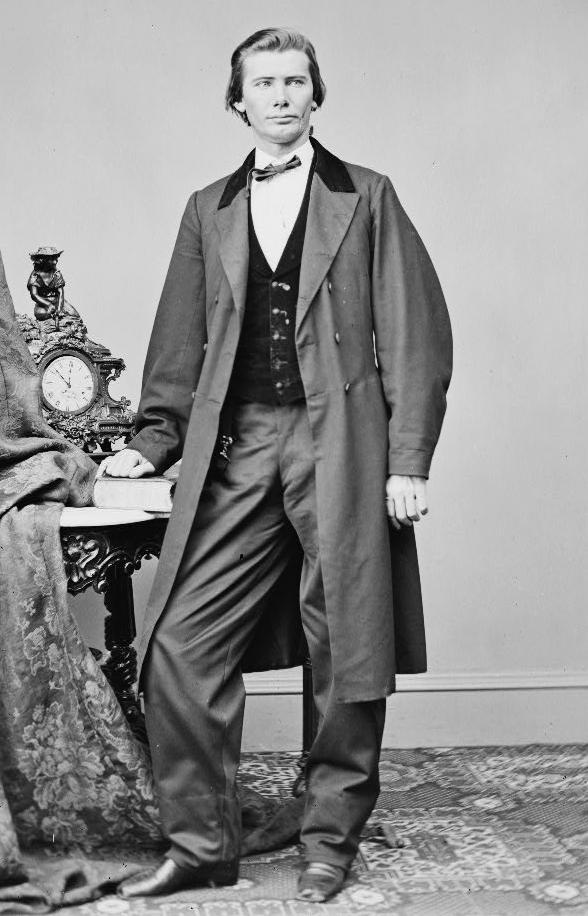
Sempronius H. Boyd, de derde ambassadeur in Siam.

### Vroege 20ste eeuw
Na de dood van Algemeen Adviseur in Buitenlandse Zaken Gustave Rolin-Jaequemyns in 1902, kreeg Phya Suriyanuwat, de Siamese Minister in Parijs, de opdracht een vervanger te vinden. Phya Suriya kon geen geschikte kandidaat vinden in Europa en liet Phya Akaraj Varathon, de Siamese Minister in Washington, weten dat hij onder de gegeven omstandigheden had besloten een Amerikaan in te huren. In 1903 nam de voormalige Amerikaanse diplomaat Edward Henry Strobel een verlof op van zijn positie als Bemis hoogleraar internationaal recht aan de Harvard School of Law om het koninkrijk Siam te vertegenwoordigen in Den Haag bij het Permanent Hof van Arbitrage, waarvan Rolin-Jaequemyns een belangrijke rol had gespeeld bij de oprichting. In 1906 verhuisde Strobel naar Bangkok om de functie van algemeen adviseur op zich te nemen. Daar overleed hij op 15 januari 1908. Tot zijn opvolgers behoorden Jens Westengard (1909-1914), Wolcott Pitkin (1915-1917), Eldon James en Francis B. Sayre, allemaal voormalige rechtenprofessoren aan Harvard, op Pitkin na." De Siamese regering vertrouwde erop dat de Amerikaanse adviseur voor buitenlandse zaken zou handelen in het beste belang van Siam. Autoriteit en verantwoordelijkheid werden aan hem gedelegeerd. Hij kreeg een aanzienlijke mate van vrijheid in zijn werk. Het was in zijn hoedanigheid van advocaat, jurist, pleitbezorger en beleidsadviseur dat de Amerikaanse adviseur aanzienlijk bijdroeg aan de succesvolle afronding van de verdragsonderhandelingen met het Westen. Het eerste Amerikaanse Witte Huis staatsdiner van de twintigste eeuw, en pas het tweede Witte Huis staatsdiner ooit, vond plaats in april 1931, toen koning Prajadhipok Amerika bezocht om een oogoperatie te ondergaan." Op 16 december 1920 werd in Washington D.C. een overeenkomst over de betrekkingen tussen de twee landen ondertekend.

### Tweede Wereldoorlog
In de jaren 40 viel het Japanse leger Thailand en Maleisië binnen. Thailand bood gedurende 5 tot 8 uur weerstand aan landingen op haar grondgebied. Vervolgens tekende het een staakt-het-vuren en een vriendschapsverdrag met Japan. Later verklaarde het de oorlog aan het Verenigd Koninkrijk en de Verenigde Staten. Vervolgens trokken de Japanners over land langs de Thais-Maleise grens om Maleisië aan te vallen. Op dat moment begonnen de Japanners Singapore te bombarderen.

### SEATO
In 1954 sloot Thailand zich aan bij de Zuidoost-Aziatische Verdragsorganisatie (SEATO) en werd zo een actieve bondgenoot van de Verenigde Staten in de Koude Oorlog in Azië. In 1962 werd de Rusk-Thanat-overeenkomst gesloten, waarin de VS beloofde Thailand te verdedigen en zijn leger te financieren.

### Verdrag van Vriendschap (1966)

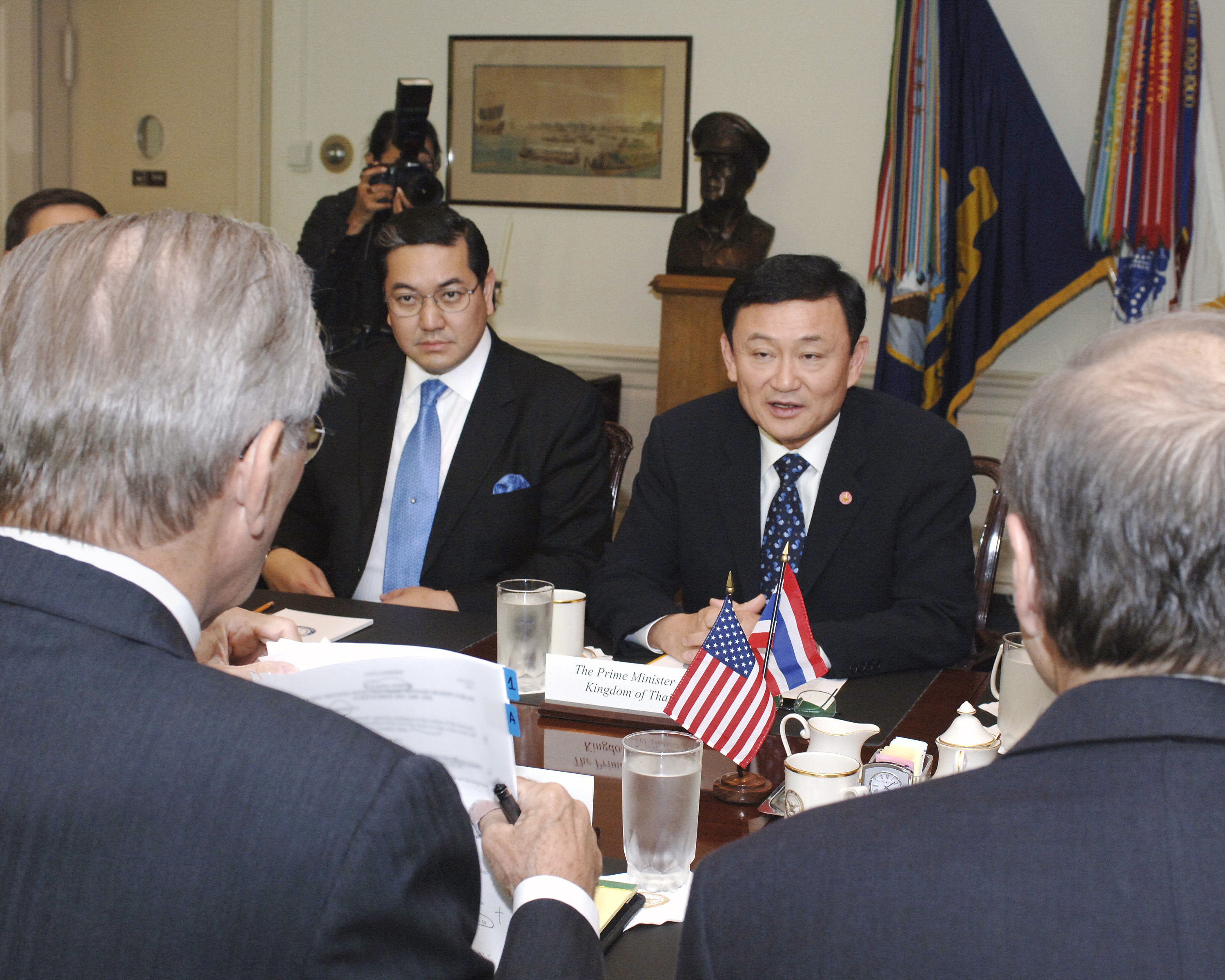
Thaksin Shinawatra en Surakiart Sathirathai ontmoeten de voormalige Amerikaanse minister van Defensie Donald Rumsfeld op 19 september 2005

Sinds de Tweede Wereldoorlog hebben de Verenigde Staten en Thailand nauwe betrekkingen ontwikkeld. Dit blijkt uit verschillende bilaterale verdragen en uit de deelname van beide landen aan multilaterale activiteiten en overeenkomsten van de VN. De belangrijkste bilaterale overeenkomst is het Verdrag van Vriendschap en Economische Betrekkingen uit 1966, dat de economische toegang van Amerikaanse en Thaise bedrijven tot elkaars markten vergemakkelijkt. Andere belangrijke overeenkomsten hebben betrekking op het civiele gebruik van kernenergie, de verkoop van landbouwproducten, investeringsgaranties en militaire en economische hulp.

### Voorgestelde FTA (2004-heden)

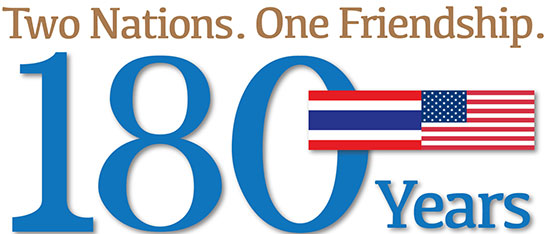
Logo van 180 jaar Thaise betrekkingen met de VS

In juni 2004 zijn de Verenigde Staten en Thailand onderhandelingen gestart over een vrijhandelsovereenkomst. Als deze overeenkomst eenmaal is gesloten, zullen de belemmeringen voor handel en investeringen tussen de twee landen worden opgeheven en verminderd. Deze onderhandelingen werden opgeschort na de ontbinding van het Thaise parlement in februari 2006 en de daaropvolgende staatsgreep in september. De nieuwe militaire regering gaf dwanglicenties uit voor verschillende anti-HIV-medicijnen, waarmee de onderhandelingen over de vrijhandelsovereenkomst feitelijk werden beëindigd. Volgens Thitinan Pongsudhirak, hoogleraar politieke wetenschappen aan de Chulalongkorn Universiteit, heeft dit de bilaterale betrekkingen op een "laag pitje" gezet.

### Thaise staatsgreep 2014

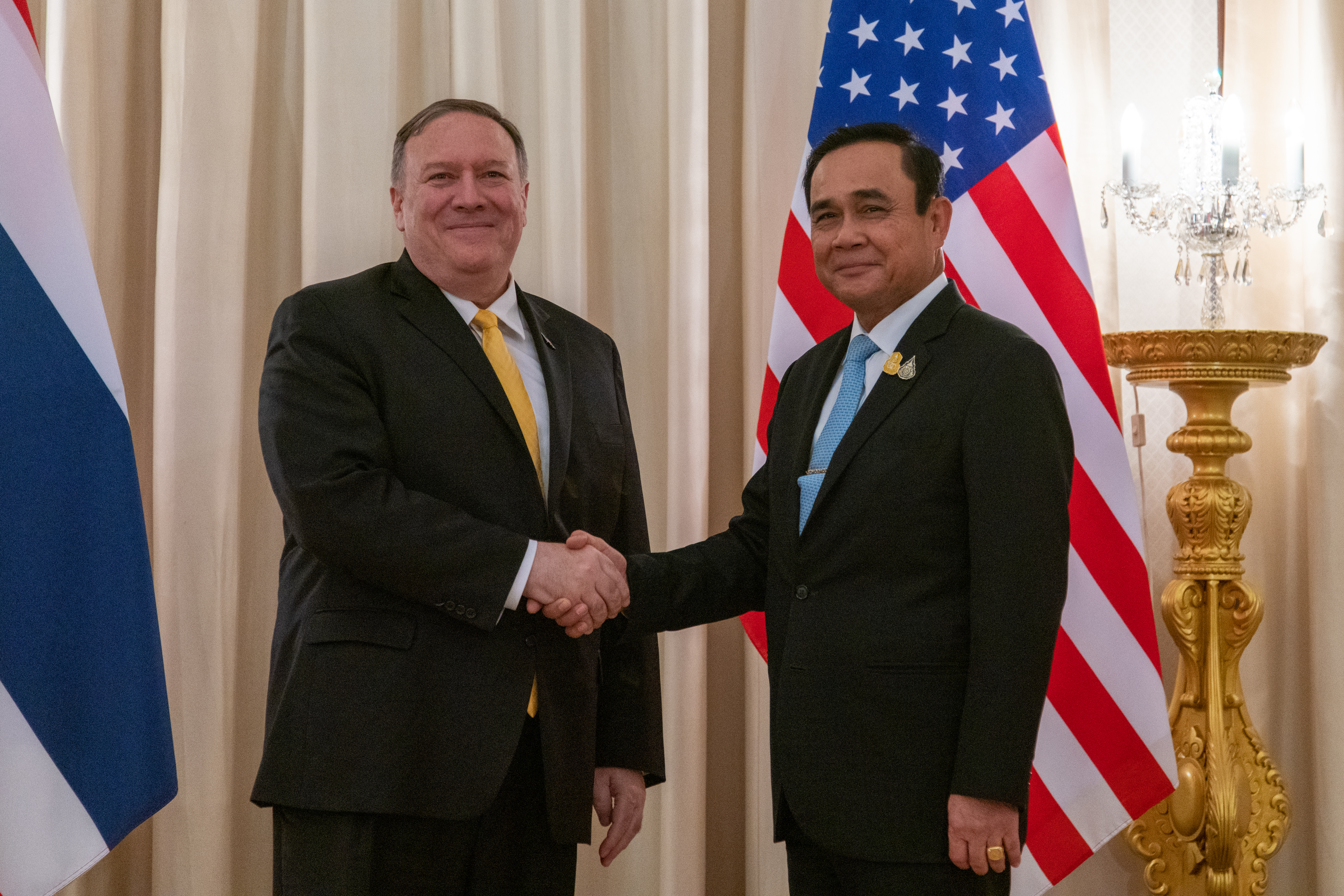
Secretaris Michael R. Pompeo ontmoet premier Prayut Chan-o-cha op 2 augustus 2019

Op 22 mei 2014 pleegden de Koninklijke Thaise Strijdkrachten, onder leiding van Generaal Prayut Chan-o-cha, Commandant van het Koninklijke Thaise Leger (RTA), een staatsgreep tegen de interim-regering van Thailand, na zes maanden van politieke crisis. De Amerikaanse minister van Buitenlandse Zaken John Kerry heeft een verklaring uitgegeven waarin hij de staatsgreep veroordeelde. Hij zei dat hij "teleurgesteld" was over de beslissing van het leger en dat "deze daad negatieve gevolgen zal hebben voor de relatie tussen de VS en Thailand, vooral voor onze relatie met het Thaise leger".

## Veiligheidssamenwerking

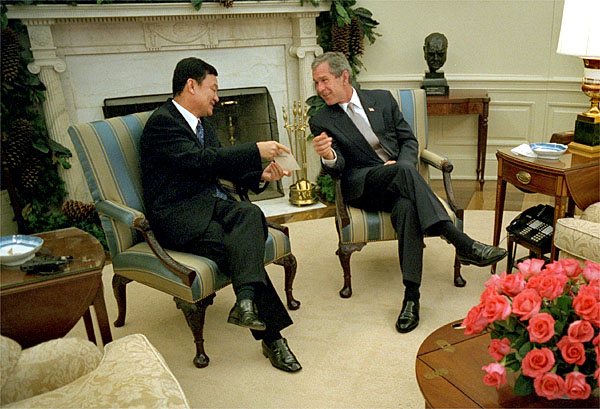
De Amerikaanse president George W. Bush ontmoet premier Thaksin Shinawatra van Thailand in de Oval Office op 14 december 2001. De twee leiders bespraken economische kwesties en de oorlog tegen het terrorisme.

De Verenigde Staten en Thailand behoren tot de ondertekenaars van het Manillapact uit 1954 van de voormalige Zuidoost-Aziatische Verdragsorganisatie (SEATO). Artikel IV(1) van dit verdrag bepaalt dat, in het geval van een gewapende aanval in het verdragsgebied (waartoe Thailand behoort), elk lid "handelt om het gemeenschappelijke gevaar het hoofd te bieden in overeenstemming met zijn constitutionele procedures." Ondanks de ontbinding van de SEATO in 1977 blijft het Manillapact van kracht en vormt het, samen met het Thanat-Rusk-communiqué van 1962, de basis van de Amerikaanse veiligheidsverbintenissen ten opzichte van Thailand. Thailand blijft een belangrijke veiligheidsbondgenoot in Azië, samen met Australië, Japan, de Filipijnen en Zuid-Korea. In december 2003 werd Thailand aangewezen als een belangrijke niet-NAVO-bondgenoot (MNNA).
Thailand heeft sinds 1950 voor een groot deel militaire uitrusting, essentiële benodigdheden, training en hulp van de VS ontvangen bij de bouw en verbetering van faciliteiten en installaties. De Verenigde Staten leveren geavanceerde wapensystemen aan Thailand, die Thailand soms heeft gebruikt voor binnenlandse onderdrukking. De afgelopen decennia omvatte de Amerikaanse veiligheidshulp militaire trainingsprogramma's die in de Verenigde Staten en elders werden uitgevoerd. Een kleine Amerikaanse militaire adviesgroep in Thailand hield toezicht op de levering van apparatuur aan de Koninklijke Thaise Strijdkrachten en de training van Thais militair personeel in het gebruik en onderhoud ervan. De financiering van de programma's Internationale Militaire Opleiding en Training en Buitenlandse Militaire Financiering, samen met een aantal andere programma's met een totale waarde van 29 miljoen Amerikaanse dollar, werd opgeschort na de staatsgreep in Thailand op 19 september 2006. Als onderdeel van hun wederzijdse samenwerking op het gebied van defensie hebben Thailand en de Verenigde Staten de afgelopen tien jaar een krachtig gezamenlijk militair oefenprogramma ontwikkeld, waaraan alle krijgsmachtdelen van beide landen deelnemen en dat gemiddeld uit 40 gezamenlijke oefeningen per jaar bestaat.

Thailand's U-Tapao Royal Thai Navy Airfield is momenteel de "enige faciliteit in Zuidoost-Azië die grootschalige logistieke operaties kan ondersteunen". Thailand heeft de VS toestemming gegeven om U-Tapao te gebruiken om te landen en bij te tanken nadat het toestel de Stille Oceaan was overgestoken op weg naar Amerikaanse operaties in Irak en Afghanistan.

## Economische betrekkingen

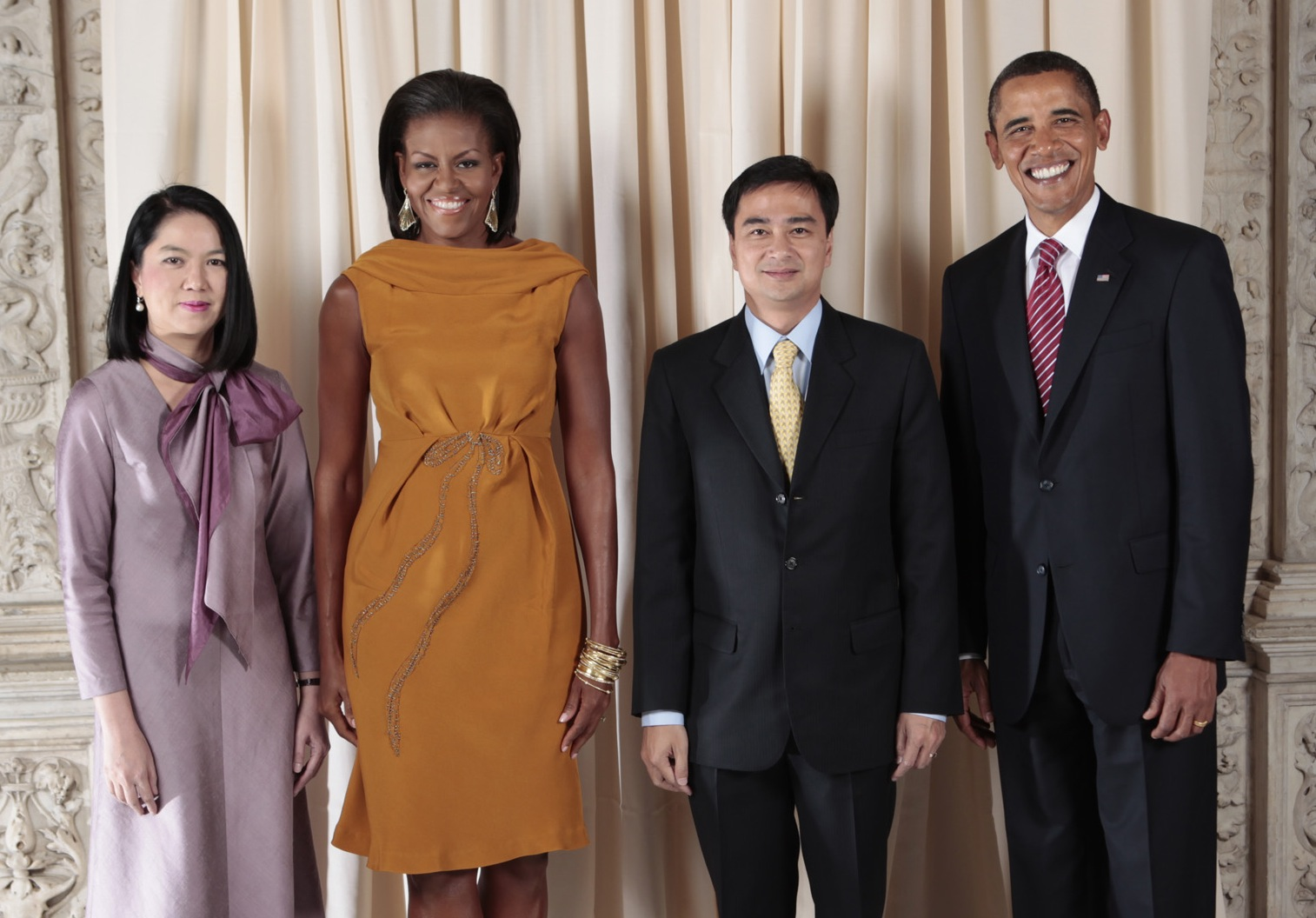
Premier Abhisit Vejjajiva, Pimpen Vejjajiva, de Amerikaanse president Barack Obama en Michelle Obama op 23 september 2009 in New York.

### Buitenlandse hulp
Economische hulp is uitgebreid op verschillende gebieden, waaronder plattelandsontwikkeling, gezondheid, gezinsplanning, onderwijs en wetenschap en technologie. Het formele U.S. Agency for International Development (USAID)-programma eindigde in 1995. Er zijn echter een aantal gerichte hulpprogramma's die nog steeds worden uitgevoerd op gebieden die voor beide partijen van belang zijn, waaronder: gezondheidszorg en HIV/AIDS-programma's; vluchtelingenhulp; en mensenhandel. Het Amerikaanse Peace Corps in Thailand heeft ongeveer 100 vrijwilligers die zich richten op basisonderwijs, met een geïntegreerd programma dat bestaat uit lerarenopleidingen, gezondheidsvoorlichting en milieueducatie.

### Handel
De Verenigde Staten zijn Thailand's derde grootste handelspartner na Japan en China. In 2006 bedroeg de import van goederen uit Thailand US$ 22,5 miljard en de export van goederen US$ 8,2 miljard. De VS, Japan, Taiwan, Singapore en de Europese Unie behoren tot Thailand's grootste buitenlandse investeerders. De Amerikaanse investeringen, geconcentreerd in de sectoren aardolie en chemie, financiën, consumentenproducten en autoproductie, worden geschat op 21 miljard Amerikaanse dollar.
Volgens de Bangkok Post staat Thailand in 2021 nog steeds op de watchlist (WL) van de Amerikaanse handelsvertegenwoordiger (USTR) vanwege de pogingen van het land om schendingen van intellectueel eigendom (IE) en online piraterij te bestrijden.

## Huidige bilaterale kwesties

### Drugsbestrijding

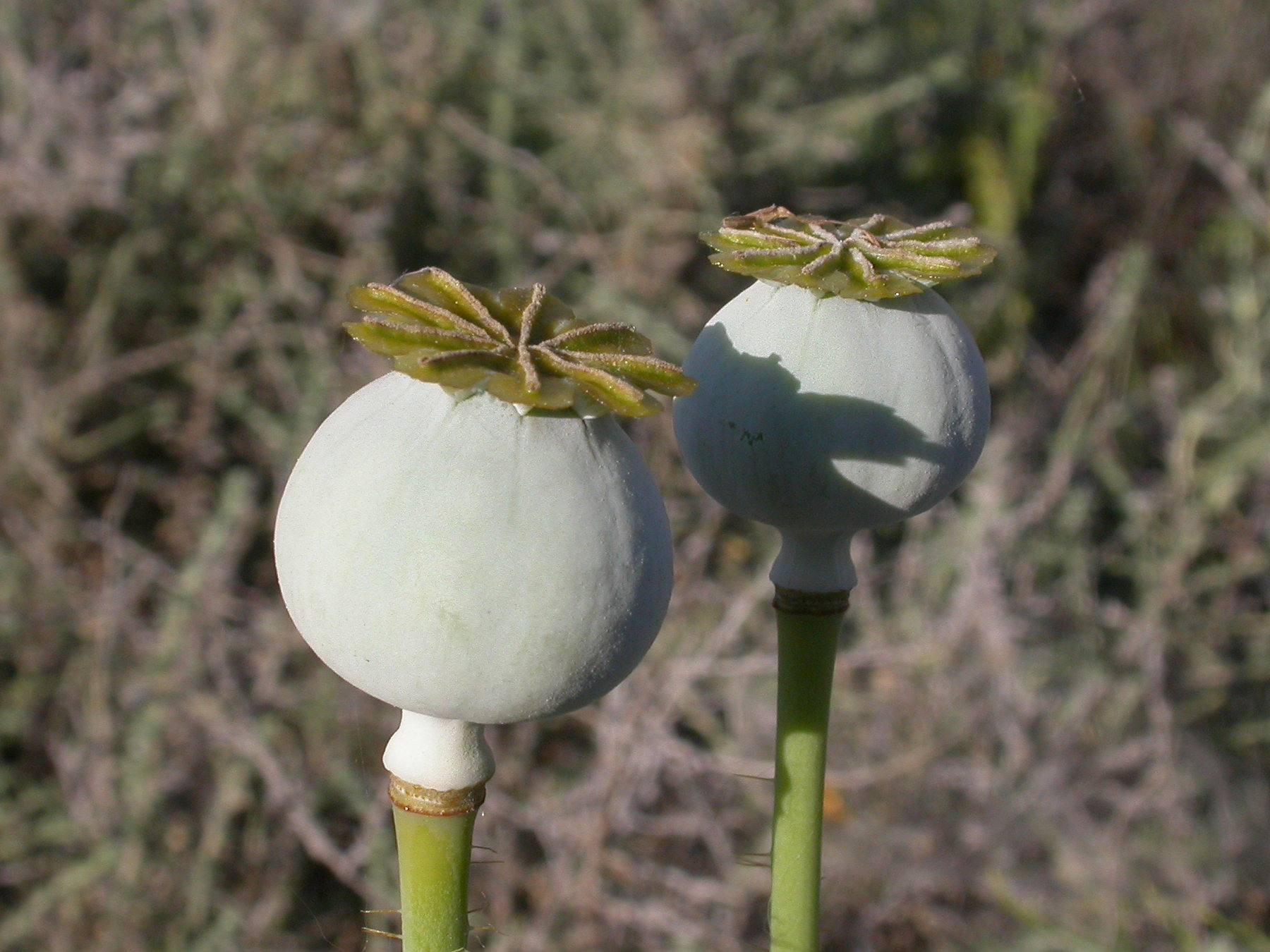
De grens tussen Birma, Laos en Thailand staat bekend als de Gouden Driehoek.

Thailand blijft een handelsroute voor verdovende middelen van de Gouden Driehoek, het kruispunt van Birma, Laos en Thailand, naar zowel de binnenlandse Thaise als internationale markt. De grootschalige productie en verzending van opium- en heroïnezendingen uit Birma van voorgaande jaren zijn grotendeels vervangen door wijdverbreide smokkel van methamfetaminetabletten (yabaa), hoewel heroïnevangsten langs de grens nog steeds met enige regelmaat plaatsvinden. De Verenigde Staten en Thailand werken nauw met elkaar en met de Verenigde Naties samen aan een breed scala aan programma's om de illegale drugshandel en -gebruik en andere criminele activiteiten een halt toe te roepen. De VS steunt de International Law Enforcement Academy (ILEA) in Bangkok, die programma's voor capaciteitsopbouw op het gebied van drugsbestrijding en misdaadbestrijding aanbiedt aan rechtshandhavings- en justitiële functionarissen uit een aantal landen in de regio.
Volgens Barry McCaffrey, een Amerikaanse viersterrengeneraal, "is de uitstekende relatie tussen de VS en Thailand op het gebied van drugsbestrijding een enorm succes en een stimulans voor nauwere regionale samenwerking".

### Oorlog tegen terrorisme

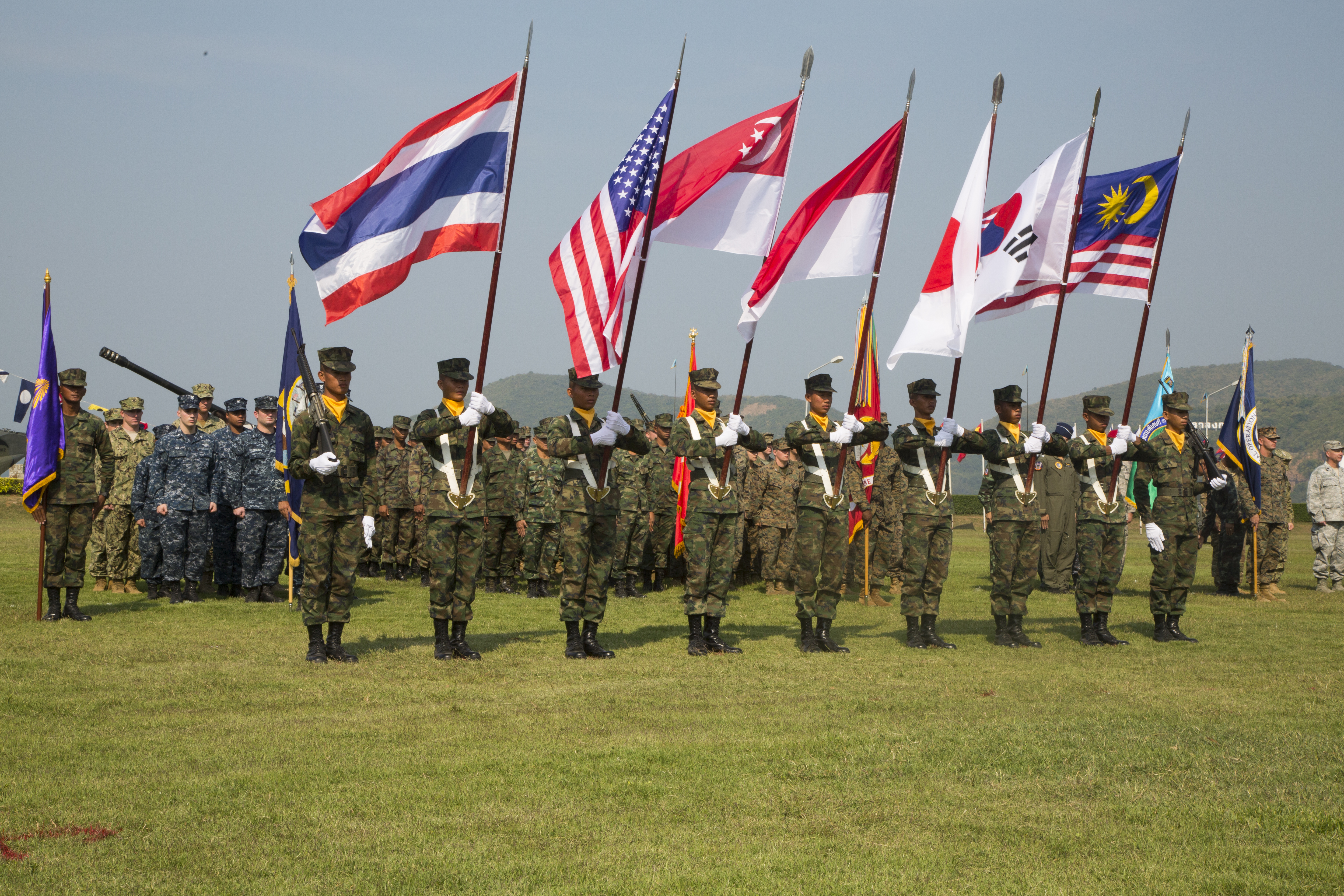
Militairen van multinationals staan in formatie tijdens de openingsceremonie van de oefening Cobra Gold op het hoofdkwartier van het Royal Thai Marine Corps in Sattahip, Thailand.

Thailand is belangrijk geweest voor de Amerikaanse oorlog tegen het terrorisme door 'toegang te bieden tot militaire faciliteiten, informatie te delen over de bewegingen van terroristische organisaties en vermoedelijke terroristen, en militair technisch en medisch personeel te leveren ter ondersteuning van de wederopbouw in Afghanistan'. Het meest zichtbare element van deze samenwerking was een gezamenlijke operatie tussen de CIA en de Thaise politie waarbij in 2003 Riduan Isamuddin (beter bekend onder zijn schuilnaam, Hambali) werd gevangengenomen.
Shawn Crispin, redacteur van Asia Times Southeast Asia, schreef in 2008 dat Thailand een van de "ooit sterke, maar nu gespannen bilaterale allianties" van de VS was. Crispin vermoedt dat de lange geschiedenis van bilaterale samenwerking en de Thaise angst voor de opkomst van China ervoor hebben gezorgd dat Bush "zijn zin in Thailand kon krijgen". De Amerikaanse oorlog tegen het terrorisme, gecombineerd met de islamitische opstand in het zuiden van Thailand, heeft voor spanningen gezorgd, vooral met de Thaise People's Alliance for Democracy (PAD). De VS hebben Thailand onder druk gezet en in staat gesteld om de opstand met proactievere militaire macht de kop in te drukken.
In 2008 weigerden Thaise rechtbanken om Jamshid Ghassemi uit te leveren. Hij was een Iraanse staatsburger die werd beschuldigd van het smokkelen van raketonderdelen naar de VS. Dit was de 'eerste mislukte uitlevering' tussen Thailand en de VS. Volgens Crispin namen de spanningen tussen de VS en Thailand ook toe toen Thailand weigerde de Russische wapenhandelaar Viktor Boet snel uit te leveren, wat erop duidt dat "Washington langzaam maar zeker invloed verliest op zijn oude strategische bondgenoot". Crispin vond het "ongetwijfeld belangrijk" dat minister van Buitenlandse Zaken Hillary Clinton ervoor koos om Indonesië te bezoeken, maar niet Thailand, tijdens haar eerste reis naar Zuidoost-Azië.

### Rijstsubsidies

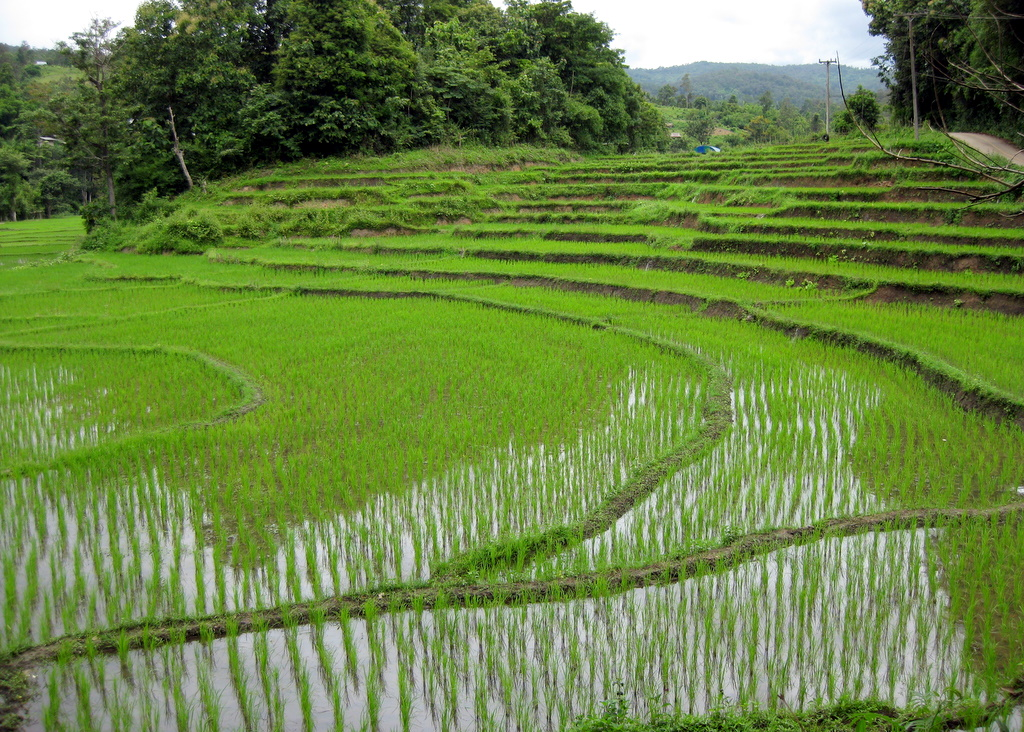
Ongeveer twee derde van de bevolking is werkzaam in de rijstproductie in Thailand. Dit leidt tot spanningen over Amerikaanse rijstsubsidies.

Sinds de jaren 80 vormen Amerikaanse landbouwsubsidies voor rijst, samen met auteursrecht- en patentkwesties, de "grootste problemen in de handelsbetrekkingen tussen de VS en Thailand". De rijstsubsidie vormde een van de grootste obstakels bij de onderhandelingen over een bilaterale vrijhandelsovereenkomst. Ongeveer twee-derde van de Thaise bevolking bestaat uit rijstboeren en de Amerikaanse subsidie "brengt de Amerikaans-Thaise betrekkingen ernstig onder druk, omdat Bangkok niet in staat is het inkomensverlies van zijn 35 miljoen rijstboeren te verklaren". Door de USDA gefinancierd onderzoek naar de productie van varianten van jasmijnrijst die in de VS kunnen groeien, wordt door veel Thaise rijstboeren gezien als biopiraterij. In 2005 verzamelden Thaise rijstboeren zich buiten de Amerikaanse ambassade om een "traditioneel ritueel om vijanden ongeluk te brengen" te zingen. Ook tijdens de ministeriële bijeenkomst van de WTO in Doha in 2001 vonden er protesten van boeren plaats buiten de Amerikaanse ambassade.
Thaise functionarissen uitten scherpe kritiek op de Farm Security and Rural Investment Act van 2002 en namen wraak door zich aan te sluiten bij twee geschillenbeslechtingszaken bij de WTO tegen de VS: één tegen compensatie van antidumpingsubsidies en de zaak rond garnalen en schildpadden. Volgens Oxfam spendeert de VS jaarlijks 1,3 miljard dollar aan rijstsubsidies voor een gewas dat 1,8 miljard dollar kost om te verbouwen. Hierdoor is de VS de op één na grootste rijstexporteur ter wereld geworden (na Thailand) en kan de VS rijst dumpen tegen een prijs die 34 procent onder de productiekosten ligt. Na de verkiezing van Obama en de wereldwijde financiële crisis van 2008 bestaat er in Thailand angst voor nieuw protectionisme van de VS.

### De opkomst van China
Volgens Stratfor zou de steun van Bangkok in de komende jaren van cruciaal belang kunnen zijn voor de Verenigde Staten, nu het land de oorlog voert tegen militante islamitische groeperingen in de regio en zich voorbereidt op de uitbreiding van de Chinese macht. Volgens Crispin is het echter "duidelijk dat Thailand er niet in slaagt de dreiging die de VS voelt voor de snelle regionale opkomst van China" te delen. Thailand probeert sterke relaties te onderhouden met zowel de Verenigde Staten als China.
Volgens een analist: "Ondanks dat Thailand zowel een bilaterale als multilaterale bondgenoot van de VS is en een belangrijke niet-NAVO-status heeft, is het nauwelijks meegenomen in de regionale strategie van Washington." Sinds de militaire staatsgreep in Thailand in 2014 is China de belangrijkste handelspartner van Thailand geworden en de op één na grootste bron van buitenlandse investeringen. Het militaire budget van Thailand voor het begrotingsjaar 2017 omvat de aankoop van minimaal één Chinese onderzeeër en Chinese pantservoertuigen. De premier van China was de eerste buitenlander die ooit het Thaise parlement toesprak. Gezamenlijke marine- en mariniersoefeningen zijn toegevoegd aan de Chinees-Thaise legeroefeningen die begonnen onder premier Thaksin.

## Ambassades
De VS heeft een ambassade in Bangkok, een van de grootste ter wereld, en een consulaat in de noordelijke stad Chiang Mai. Thailand heeft een ambassade in Washington D.C., en consulaten in New York, Chicago en Los Angeles.

## Black site
Naar verluidt beheerde de CIA een 'black site' in Thailand waar terrorismeverdachten werden ondervraagd en gemarteld, voordat ze werden opgesloten in het gevangenenkamp Guantanamo Bay. Er wordt gesproken over een 'black site', omdat de Amerikaanse overheid het bestaan ervan niet erkent. Sinds 2002 heeft elke Thaise regering het bestaan ervan ontkend. De plek wordt ook wel 'Detention Site Green' en 'Cat's Eye' genoemd. De verblijfplaats is geheim gebleven, ondanks pogingen van de media om de locatie te achterhalen. Sommige deskundigen geloven dat het om een Amerikaanse installatie in de provincie Udon Thani ging. Volgens sommigen was het een luchtmachtbasis ten zuidoosten van Bangkok, die door de Amerikaanse strijdkrachten werd gebruikt als tankstation voor vluchten naar Afghanistan. Anderen wijzen op een deel van Bangkok's Don Mueang International Airport dat onder controle staat van de Koninklijke Thaise Luchtmacht. Naar verluidt werd de site in december 2002 gesloten.